# Stanisław Tatar
Stanisław Tatar, pseudonym „Erazm”, „Tabor”, „Turski”, „Warta” (3. října 1896 Biórków Wielki – 16. prosince 1980 Varšava) byl podporučík dělostřelectva armády Ruské říše, generál (nyní odpovídá hodnost brigádní generál) armády 2. Polské republiky.

## Život

### Mládí
V roce 1915 absolvoval ve Varšavě lyceum a dále studoval ve Škole těžkého dělostřelectva v Oděse a obdržel důstojnický patent z rukou cara Mikuláše II. Od listopadu 1917 do května 1918 velel samostatné Divizi těžkého dělostřelectva v 1. polském armádním sboru v Rusku.

### V Polské armádě
Po Polsko-bolševické válce navštěvoval Vysokou válečnou školu ve Varšavě a její obdobu École Supérieure de Guerre v Paříži a po dokončení studií získal titul diplomovaného důstojníka. 1. listopadu 1932 byl přidělen k 3. oddílu generálního štábu.
Od října 1933 do ledna 1938 přednášel na katedře taktiky dělostřelectva na Vysoké válečné škole, kterou pak také vedl.
V lednu 1938 byl jmenován velitelem 3. pluku lehkého dělostřelectva legií v Zámostí. V srpnu 1939 převzal velení divizního dělostřelectva 3. divize pěchoty legií a vedl je v počátcích bojů v září 1939. Po rozbití divize z jejích zbytků zorganizoval 3. brigádu pěchoty i stanul na jejím čele.

### Konspirační práce a služba v PSZ na Západě

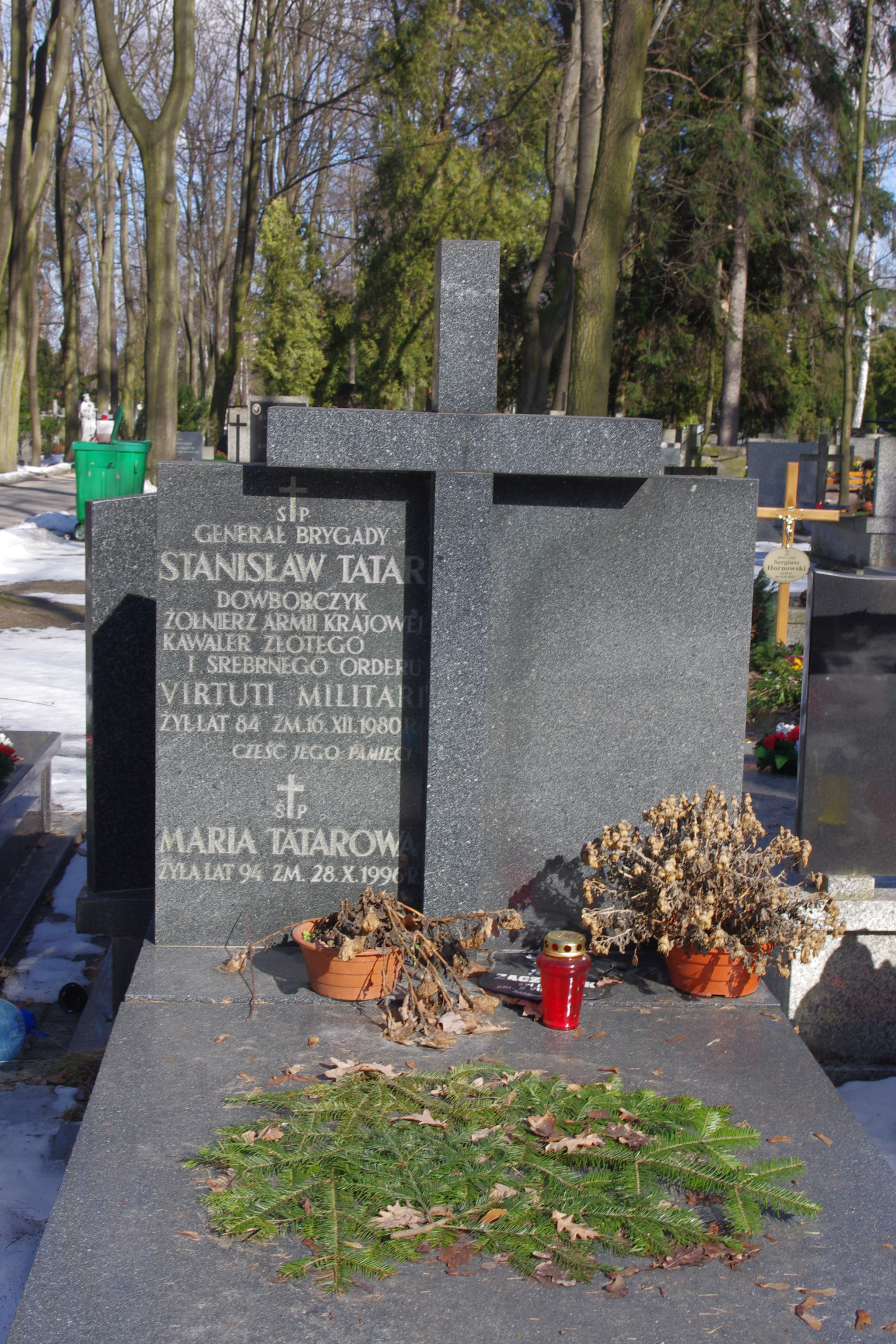
Hrob gen. Stanisława Tatara na Vojenském hřbitoivě v Powązkach ve Varšavě

Od ledna 1940 do září 1943 byl náčelníkem Organizačního oddílu štábu Hlavního velitelství Svazu ozbrojeného boje – Zemské armády. V září 1943 byl jmenován náčelníkem 3. operačního oddílu štábu Hlavního velitelství. Následně 1. října byl povýšen do hodnosti brigádního generála. Na základě pokynu z Londýna zpracoval plán "Bouře" pro povstání. Tehdy začal propagovat ideu kompromisu Polska se SSSR. V dubnu 1944 byl převezen letecky v rámci operace Most do Velké Británie. V květnu se stal zástupcem náčelníka štábu Vrchního velitele pro záležitosti vlasti a v jeho bezprostředním podřízení byl Speciální oddíl štábu. Provázel premiéra Stanisława Mikołajczyka v červnu 1944 na cestě do Washingtonu a v říjnu do Moskvy. V červnu se stal rytířem britského Řádu lázně.

### Po válce
Po válce se stal Rytířem Kříže Virtuti Militari a v období od srpna 1945 do dubna 1947 byl velitel dělostřelectva 1. polského armádního sboru. Po smrti gen. Lucjana Żeligowského v roce 1947 byl zodpovědný za převoz jeho těla do Varšavy podle poslední vůle zemřelého, který pak byl pohřben na Vojenském hřbitově ve Varšavě. Využil tuto příležitost k tomu, aby předal varšavské vládě Józefa Cyrankiewicze v Británii deponovanou část zásob Fondu národní obrany (FON) – 350 kg zlata a 2,5 milionu dolarů, "Fond Dráva".
Díky spolupráci s důstojníky varšavské vojenské rozvědky Stanisław Tatar obdržel v roce 1947 konzulární pas PLR. V červenci 1948 prezident Bolesław Bierut vyznamenal generála Tatara Důstojnickým křížem řádu Znovuzrození Polska. Od té doby byl Stanislav Tatar izolovaný od struktur usilujících o nezávislost Polska v Polsku i v zahraničí.
Do Polska se vrátil v roce 1949. Po příjezdu ho zatkli a roku 1951 v procesu Tatar-Utnik-Nowicki odsoudili na doživotní vězení na základě falešných důkazů - mj. defraudace zlata z pokladu FON a pokus využití převozu depozitu k zahájení špionážní činnosti. Odsouzen byl i v "procesu generálů". V roce 1956 byl propuštěn a rehabilitován, ale do armády se nevrátil.
Pochovaný byl s vojenskými poctami na Vojenském hřbitově na Powązkách ve Varšavě.